# Mistrovství světa v hokejbalu U16 2010
Mistrovství světa v hokejbalu U16 2010 byla juniorská hokejbalová akce roku 2010.

## Účastníci
| Vlajka    | Stát                     |
| --------- | ------------------------ |
| Švýcarsko | Švýcarsko (Evropa)       |
| Česko     | Česko (Evropa)           |
| Kanada    | Kanada (Severní Amerika) |
| Slovensko | Slovensko (Evropa)       |
| Německo   | Německo (Evropa)         |

## Stadiony
| Město | Stadion            |
| ----- | ------------------ |
| Most  | Zimní stadion Most |

## Skupina

### Skupina A
Ve skupině A hrála všechna mužstva.
Zápasy
| 2. června 2010 8.30 |       |       |                          |
| Německo             | 0 - 8 | Česko | Zimní stadion Most, Most |
|                     |       |       | Zimní stadion Most, Most |

| 2. června 2010 10.30 |       |           |                          |
| Kanada               | 2 - 7 | Slovensko | Zimní stadion Most, Most |
|                      |       |           | Zimní stadion Most, Most |

| 2. června 2010 16.30 |        |        |                          |
| Německo              | 0 - 12 | Kanada | Zimní stadion Most, Most |
|                      |        |        | Zimní stadion Most, Most |

| 2. června 2010 20.30 |       |       |                          |
| Švýcarsko            | 0 - 7 | Česko | Zimní stadion Most, Most |
|                      |       |       | Zimní stadion Most, Most |

| 3. června 2010 12.30 |       |         |                          |
| Slovensko            | 5 - 0 | Německo | Zimní stadion Most, Most |
|                      |       |         | Zimní stadion Most, Most |

| 3. června 2010 14.30 |       |           |                          |
| Kanada               | 8 - 0 | Švýcarsko | Zimní stadion Most, Most |
|                      |       |           | Zimní stadion Most, Most |

| 3. června 2010 18.30 |       |           |                          |
| Česko                | 0 - 4 | Slovensko | Zimní stadion Most, Most |
|                      |       |           | Zimní stadion Most, Most |

| 4. června 2010 8.30 |        |           |                          |
| Slovensko           | 11 - 0 | Švýcarsko | Zimní stadion Most, Most |
|                     |        |           | Zimní stadion Most, Most |

| 4. června 2010 15.30 |       |         |                          |
| Švýcarsko            | 1 - 4 | Německo | Zimní stadion Most, Most |
|                      |       |         | Zimní stadion Most, Most |

| 4. června 2010 20.00 |       |        |                          |
| Česko                | 3 - 8 | Kanada | Zimní stadion Most, Most |
|                      |       |        | Zimní stadion Most, Most |

Tabulka
| Poř. | Tým       | Z | V | R | P | VG | OG | B |
| ---- | --------- | - | - | - | - | -- | -- | - |
| 1.   | Slovensko | 4 | 4 | 0 | 0 | 27 | 2  | 8 |
| 2.   | Kanada    | 4 | 3 | 0 | 1 | 28 | 10 | 6 |
| 3.   | Česko     | 4 | 2 | 0 | 2 | 18 | 12 | 4 |
| 4.   | Německo   | 4 | 1 | 0 | 3 | 4  | 24 | 2 |
| 5.   | Švýcarsko | 4 | 0 | 0 | 4 | 1  | 30 | 0 |

Do tabulky se započítává maximálně rozdíl deseti branek v jednom utkání.

## Vyřazovací boje

### O 3. místo
| 5. červen 2010 9:30 |        |         |                          |
| Česko               | 17 - 0 | Německo | Zimní stadion Most, Most |
|                     |        |         | Zimní stadion Most, Most |

### Finále
| 5. červen 2010 14:30 |                 |        |                          |
| Slovensko            | 2 - 3 po prodl. | Kanada | Zimní stadion Most, Most |
|                      |                 |        | Zimní stadion Most, Most |

## Konečné pořadí týmů
| Místo | Tým       |
| ----- | --------- |
| 1.    | Kanada    |
| 2.    | Slovensko |
| 3.    | Česko     |
| 4.    | Německo   |
| 5.    | Švýcarsko |